# Marco de Darboux

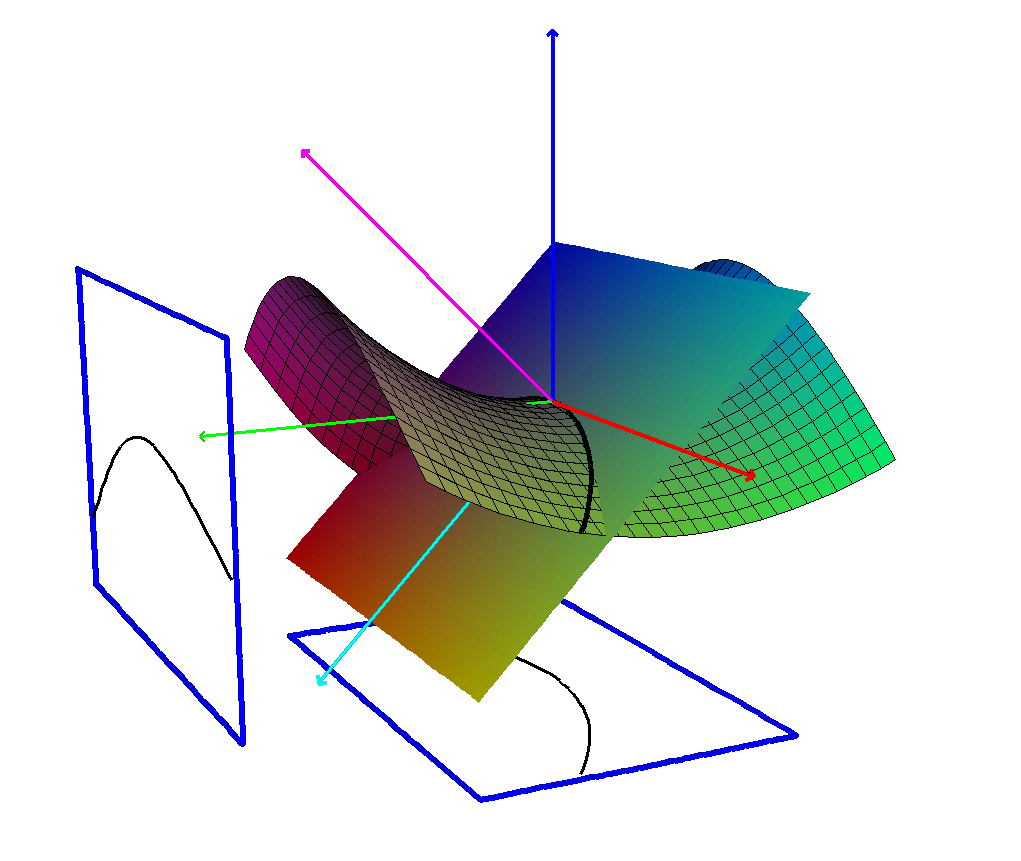
Una curva en una superficie. El marco de Frenet-Serret se representa mediante: el vector tangente (en rojo), el vector normal (Frenet) (en cian) y el vector binormal (en violeta). El marco de Darboux toma la forma siguiente: el vector tangente (en rojo), el vector normal a la superficie (en azul) y el vector tangente normal (en verde). Las proyecciones a lo largo de la superficie normal y de la tangente normal muestran curvas planas cuyas curvaturas son la curvatura geodésica y la curvatura normal respectivamente

En geometría diferencial de superficies, un marco de Darboux (o también referencia de Darboux) es una base móvil natural construida sobre una superficie. Es análogo al marco de Frenet-Serret, pero aplicado a la geometría de superficies. Un marco de Darboux existe en cualquier punto (que no sea umbilical) de una superficie embebida en un espacio euclídeo. Lleva el nombre del matemático francés Jean Gaston Darboux.

## Marco de Darboux de una curva embebida en una superficie
Sea S una superficie orientada en el espacio euclídeo tridimensional 'E3. La construcción de marcos de Darboux en S primero considera referencias que se mueven en una curva inscrita en S, y luego se particularizan considerando que las curvas se desarrollan en la dirección de las curvaturas principales.

### Definición
En cada punto p de una superficie orientada, se puede asociar un vector unitario normal u(p) de forma única, una vez que se haya elegido una orientación para la normal en cualquier punto fijo particular. Si γ(s) es una curva en S, parametrizada por la longitud del arco, entonces el marco de Darboux de γ se define por
{\displaystyle \mathbf {T} (s)=\gamma '(s),}    (el vector unitario tangente)
{\displaystyle \mathbf {u} (s)=\mathbf {u} (\gamma (s)),}    (el vector unitario normal)
{\displaystyle \mathbf {t} (s)=\mathbf {u} (s)\times \mathbf {T} (s),}    (el vector unitario tangente normal)
El triplete T, t, u define una base ortonormal orientada positivamente adjunta a cada punto de la curva: un sistema de referencia natural que se va ajustando a medida que se recorre una curva embebida en una superficie.

### Curvatura geodésica, curvatura normal y torsión relativa
Debe tenerse en cuenta que un marco de Darboux para una curva no produce un marco de movimiento natural en la superficie, ya que todavía depende de una elección inicial del vector tangente. Para obtener un marco en movimiento en la superficie, primero hay comparar el marco de Darboux de γ con su marco de Frenet-Serret. Sean:
- {\displaystyle \mathbf {T} (s)=\gamma '(s),}    (el vector unitario tangente, como arriba)
- {\displaystyle \mathbf {N} (s)={\frac {\mathbf {T} '(s)}{\|\mathbf {T} '(s)\|}},}    (el vector normal de Frenet)
- {\displaystyle \mathbf {B} (s)=\mathbf {T} (s)\times \mathbf {N} (s),}    (el vector binormal de Frenet).

Dado que el vector tangente es el mismo en ambos casos, existe un ángulo único α tal que una rotación en el plano de N y B produce el par t y u:
{\displaystyle {\begin{bmatrix}\mathbf {T} \\\mathbf {t} \\\mathbf {u} \end{bmatrix}}={\begin{bmatrix}1&0&0\\0&\cos \alpha &\sin \alpha \\0&-\sin \alpha &\cos \alpha \end{bmatrix}}{\begin{bmatrix}\mathbf {T} \\\mathbf {N} \\\mathbf {B} \end{bmatrix}}.}
Aplicando una diferencial y las fórmulas de Frenet-Serret, se obtiene que:
{\displaystyle {\begin{aligned}\mathrm {d} {\begin{bmatrix}\mathbf {T} \\\mathbf {t} \\\mathbf {u} \end{bmatrix}}&={\begin{bmatrix}0&\kappa \cos \alpha \,\mathrm {d} s&-\kappa \sin \alpha \,\mathrm {d} s\\-\kappa \cos \alpha \,\mathrm {d} s&0&\tau \,\mathrm {d} s+\mathrm {d} \alpha \\\kappa \sin \alpha \,\mathrm {d} s&-\tau \,\mathrm {d} s-\mathrm {d} \alpha &0\end{bmatrix}}{\begin{bmatrix}\mathbf {T} \\\mathbf {t} \\\mathbf {u} \end{bmatrix}}\\&={\begin{bmatrix}0&\kappa _{g}\,\mathrm {d} s&\kappa _{n}\,\mathrm {d} s\\-\kappa _{g}\,\mathrm {d} s&0&\tau _{r}\,\mathrm {d} s\\-\kappa _{n}\,\mathrm {d} s&-\tau _{r}\,\mathrm {d} s&0\end{bmatrix}}{\begin{bmatrix}\mathbf {T} \\\mathbf {t} \\\mathbf {u} \end{bmatrix}}\end{aligned}}}
donde:
- κg es la curvatura geodésica de la curva,
- κn es la curvatura normal de la curva, y
- τr es la torsión relativa (también llamada torsión geodésica) de la curva.

## Marco de Darboux sobre una superficie
En esta sección se particulariza el caso del marco de Darboux sobre una curva en el caso en el que la curva es una curva principal de la superficie (una línea de curvatura). En ese caso, dado que las curvas principales están asociadas canónicamente a una superficie en todos los puntos que no son umbilicales, el marco de Darboux es un marco móvil canónico.

### El triedro

El triedro de Darboux consiste en un punto P y tres vectores ortonormales e_{1}, e_{2} y e_{3} basados en P.

La introducción del triedro (trièdre en francés), una invención de Darboux, permite una simplificación conceptual del problema de mover marcos sobre curvas y superficies al tratar las coordenadas de los puntos de una curva y los vectores del marco en un manera uniforme. Un triedro consta de un punto P en el espacio euclídeo y de tres vectores ortonormales e1, e2 y e3 basados en el punto P. Un triedro en movimiento es aquel cuyos componentes dependen de uno o más parámetros. Por ejemplo, un triedro se mueve sobre una curva si el punto P depende de un único parámetro s, y P(s) traza la curva. De manera similar, si P(s,t) depende de un par de parámetros, entonces lo que se recorre es una superficie.
Se dice que un triedro está adaptado a una superficie si P siempre se encuentra en la superficie y e'3 es la unidad orientada normal a la superficie en P. En el caso del marco de Darboux en una curva embebida, el cuarteto
(P(s) = γ(s), e1(s) = T (s), e2(s) = t(s), e3( s) = u(s))
define un tetraedro adaptado a la superficie en la que está embebida la curva.
En términos de este triedro, las ecuaciones de estructura son:
{\displaystyle \mathrm {d} {\begin{bmatrix}\mathbf {P} \\\mathbf {T} \\\mathbf {t} \\\mathbf {u} \end{bmatrix}}={\begin{bmatrix}0&\mathrm {d} s&0&0\\0&0&\kappa _{g}\,\mathrm {d} s&\kappa _{n}\,\mathrm {d} s\\0&-\kappa _{g}\,\mathrm {d} s&0&\tau _{r}\,\mathrm {d} s\\0&-\kappa _{n}\,\mathrm {d} s&-\tau _{r}\,\mathrm {d} s&0\end{bmatrix}}{\begin{bmatrix}\mathbf {P} \\\mathbf {T} \\\mathbf {t} \\\mathbf {u} \end{bmatrix}}.}

### Cambio de marco de referencia
Supongamos que cualquier otro triedro adaptado
(P, e1, e2, e3)
se da para la curva embebida. Dado que, por definición, P sigue siendo el mismo punto de la curva que para el triedro de Darboux, y e3 = u es el vector unitario normal, este nuevo triedro está relacionado con el triedro de Darboux por una rotación de la forma
{\displaystyle {\begin{bmatrix}\mathbf {P} \\\mathbf {e} _{1}\\\mathbf {e} _{2}\\\mathbf {e} _{3}\end{bmatrix}}={\begin{bmatrix}1&0&0&0\\0&\cos \theta &\sin \theta &0\\0&-\sin \theta &\cos \theta &0\\0&0&0&1\end{bmatrix}}{\begin{bmatrix}\mathbf {P} \\\mathbf {T} \\\mathbf {t} \\\mathbf {u} \end{bmatrix}}}
donde θ = θ(s) es una función de s. Tomando un diferencial y aplicando la ecuación de Darboux se obtiene que:
{\displaystyle {\begin{aligned}\mathrm {d} \mathbf {P} &=\mathbf {T} \mathrm {d} s=\omega ^{1}\mathbf {e} _{1}+\omega ^{2}\mathbf {e} _{2}\\\mathrm {d} \mathbf {e} _{i}&=\sum _{j}\omega _{i}^{j}\mathbf {e} _{j}\end{aligned}}}
donde (ωi,ωij) son funciones de s, satisfaciendo
{\displaystyle {\begin{aligned}\omega ^{1}&=\cos \theta \,\mathrm {d} s,\quad \omega ^{2}=-\sin \theta \,\mathrm {d} s\\\omega _{i}^{j}&=-\omega _{j}^{i}\\\omega _{1}^{2}&=\kappa _{g}\,\mathrm {d} s+\mathrm {d} \theta \\\omega _{1}^{3}&=(\kappa _{n}\cos \theta +\tau _{r}\sin \theta )\,\mathrm {d} s\\\omega _{2}^{3}&=-(\kappa _{n}\sin \theta +\tau _{r}\cos \theta )\,\mathrm {d} s\end{aligned}}}

### Ecuaciones de estructura
El lema de Poincaré, aplicado a cada doble diferencial ddP, ddei, produce la siguiente estructura de ecuaciones de Cartan. Siendo ddP = 0, entonces:
{\displaystyle {\begin{aligned}\mathrm {d} \omega ^{1}&=\omega ^{2}\wedge \omega _{2}^{1}\\\mathrm {d} \omega ^{2}&=\omega ^{1}\wedge \omega _{1}^{2}\\0&=\omega ^{1}\wedge \omega _{1}^{3}+\omega ^{2}\wedge \omega _{2}^{3}\end{aligned}}}
A partir de que ddei = 0,
{\displaystyle {\begin{aligned}\mathrm {d} \omega _{1}^{2}&=\omega _{1}^{3}\wedge \omega _{3}^{2}\\\mathrm {d} \omega _{1}^{3}&=\omega _{1}^{2}\wedge \omega _{2}^{3}\\\mathrm {d} \omega _{2}^{3}&=\omega _{2}^{1}\wedge \omega _{1}^{3}\end{aligned}}}
Estas últimas son las ecuaciones de Gauss-Codazzi de la superficie, expresadas en la terminología de las formas diferenciales.

### Curvas principales
Considérese la segunda forma fundamental de S. Esta es la forma 2 simétrica en S dada por:
{\displaystyle \mathrm {I\!I} =-\mathrm {d} \mathbf {N} \cdot \mathrm {d} \mathbf {P} =\omega _{1}^{3}\odot \omega ^{1}+\omega _{2}^{3}\odot \omega ^{2}={\begin{pmatrix}\omega ^{1}&\omega ^{2}\end{pmatrix}}{\begin{pmatrix}ii_{11}&ii_{12}\\ii_{21}&ii_{22}\end{pmatrix}}{\begin{pmatrix}\omega ^{1}\\\omega ^{2}\end{pmatrix}}.}
Según el teorema de descomposición espectral, existe alguna opción de marco (ei) en la que (iiij) es una matriz diagonal. Sus autovalores son las curvaturas principales de la superficie. Un marco diagonalizador a1, a2, a3 consta del vector normal a3, y de dos direcciones principales a1 y a2. Esto se llama marco de Darboux en la superficie. El marco se define canónicamente (mediante una ordenación de los valores propios, por ejemplo) excepto en los puntos umbilicales de la superficie.

## Marcos móviles
El marco de Darboux es un ejemplo de un marco móvil natural definido sobre una superficie. Con ligeras modificaciones, la noción de marco móvil se puede generalizar a una hipersuperficie en un espacio euclídeo de n dimensiones, o incluso a cualquier subvariedad embebida. Esta generalización se encuentra entre las muchas contribuciones de Élie Cartan al método de las referencias móviles.

### Marcos en el espacio euclídeo
Un marco (euclídeo) en el espacio euclídeo En es un análogo del triedro para dimensiones superiores. Se define como una (n + 1)-tupla de vectores extraídos de En, (v; f1, .. ., fn), donde:
- v es una elección del origen de En, y
- (f1, ..., fn) es una base ortonormal del espacio vectorial basada en v.

Sea F(n) el conjunto de todos los marcos euclídeos. El grupo euclídeo actúa sobre F(n) de la siguiente manera. Sea φ ∈ Euc(n) un elemento del grupo euclídeo que se descompone como:
{\displaystyle \phi (x)=Ax+x_{0}}
donde A es una transformación ortogonal y x0 es una traslación. Entonces, en un marco se tiene que
{\displaystyle \phi (v;f_{1},\dots ,f_{n}):=(\phi (v);Af_{1},\dots ,Af_{n}).}
Geométricamente, el grupo afín mueve el origen de la forma habitual y actúa mediante una rotación sobre los vectores de base ortogonales, ya que estos están vinculados a la elección particular del origen. Esta es una acción de grupo efectiva y transitiva, por lo que F(n) es un espacio homogéneo principal de Euc(n).

### Ecuaciones de estructura
Dado el siguiente sistema de funciones F(n) → En:
{\displaystyle {\begin{aligned}P(v;f_{1},\dots ,f_{n})&=v\\e_{i}(v;f_{1},\dots ,f_{n})&=f_{i},\qquad i=1,2,\dots ,n.\end{aligned}}}
El operador de proyección P es de especial importancia. La imagen inversa de un punto P−1(v) consta de todas las bases ortonormales con punto base en v. En particular, P : F(n) → En presenta F(n) como un fibrado principal cuyo grupo de estructura es el grupo ortogonal O(n) (de hecho, este haz de fibras principal es simplemente el fibrado tautológico de un espacio homogéneo F(n) → F(n)/O(n) = En.)
La derivada exterior de P (considerada como forma diferencial con valores vectoriales) se descompone únicamente como
{\displaystyle \mathrm {d} P=\sum _{i}\omega ^{i}e_{i},\,}
para algún sistema de 1-formas con valores escalares ωi. De manera similar, hay una matriz de orden n × n de formas unitarias (ωij) tales que
{\displaystyle \mathrm {d} e_{i}=\sum _{j}\omega _{i}^{j}e_{j}.}
Dado que los ei son ortonormales bajo el producto interior del espacio euclídeo, la matriz de 1 formas ωij es antisimétrica. En particular, está determinada únicamente por su parte triangular superior (ωji | i < j).  El sistema de n(n + 1)/2 uno-formas (ωi, ωji (i<j)) produce un paralelismo absoluto de F(n), ya que los diferenciales de coordenadas de cada una de ellas puede expresarse en términos de ellas mismas. Bajo la acción del grupo euclídeo, estas formas se transforman de la siguiente manera: Sea φ la transformación euclídea que consiste en una traslación vi y una matriz de rotación (Aji). Entonces, la relación siguiente se comprueba fácilmente mediante la invariancia de la derivada exterior bajo un regrediente:
{\displaystyle \phi ^{*}(\omega ^{i})=(A^{-1})_{j}^{i}\omega ^{j}}
{\displaystyle \phi ^{*}(\omega _{j}^{i})=(A^{-1})_{p}^{i}\,\omega _{q}^{p}\,A_{j}^{q}.}
Además, según el lema de Poincaré, se tienen las siguientes ecuaciones de estructura
{\displaystyle \mathrm {d} \omega ^{i}=-\omega _{j}^{i}\wedge \omega ^{j}}
{\displaystyle \mathrm {d} \omega _{j}^{i}=-\omega _{k}^{i}\wedge \omega _{j}^{k}.}

### Marcos adaptados y las ecuaciones de Gauss-Codazzi
Sea φ : M → En un embebido de una variedad diferenciable de dimensión p en un espacio euclídeo. El espacio de marcos adaptados en M, denotado aquí por Fφ(M) es la colección de tuplas (x; f1,...,fn) donde x ∈ M, y la fi forman una base ortonormal de En tal que f1,...,fp son tangentes a φ(M) en φ(x).
Ya se han considerado varios ejemplos de marcos adaptados. El primer vector T del marco de Frenet-Serret (T, N, B) es tangente a una curva y los tres vectores son mutuamente ortonormales. De manera similar, el marco de Darboux sobre una superficie es un marco ortonormal cuyos dos primeros vectores son tangentes a la superficie. Los marcos adaptados son útiles porque las formas invariantes (ωi,ωji) retroceden en φ, y las ecuaciones de estructura se conservan bajo este retroceso. En consecuencia, el sistema de formas resultante proporciona información estructural sobre cómo se sitúa M dentro del espacio euclídeo. En el caso del marco de Frenet-Serret, las ecuaciones de estructura son precisamente las fórmulas de Frenet-Serret, y éstas sirven para clasificar curvas por completo (prescindiendo de desplazamientos euclídeos). El caso general es análogo: las ecuaciones de estructura para un sistema adaptado de marcos clasifican subvariedades embebidas arbitrarias (también prescindiendo de desplazamientos euclídeos).
En detalle, la proyección π : F(M) → M dada por π(x; fi) = x da ' 'F(M) la estructura de un fibrado principal en M (el grupo de estructura para el haz es O(p) × O(n &minus ; p).) Este paquete principal se integra en el paquete de marcos euclídeos F(n) por φ(v;fi) : = (φ(v);fi) ∈ F(n). Por lo tanto, es posible definir los retrocesos de las formas invariantes de F(n):
{\displaystyle \theta ^{i}=\phi ^{*}\omega ^{i},\quad \theta _{j}^{i}=\phi ^{*}\omega _{j}^{i}.}
Dado que la derivada exterior es equivariante bajo retrocesos, las siguientes ecuaciones de estructura permiten sostener que
{\displaystyle \mathrm {d} \theta ^{i}=-\theta _{j}^{i}\wedge \theta ^{j},\quad \mathrm {d} \theta _{j}^{i}=-\theta _{k}^{i}\wedge \theta _{j}^{k}.}
Además, debido a que algunos de los vectores de marco f1...fp son tangentes a M mientras que los otros son normales, las ecuaciones de estructura se dividen naturalmente en sus contribuciones tangenciales y normales. Ahora, considérese que los índices latinos en minúsculas a,b,c oscilen entre 1 y p (es decir, los índices tangenciales) y los índices griegos μ, γ oscilen entre  p+1 a n (es decir, los índices normales). La primera observación es que
{\displaystyle \theta ^{\mu }=0,\quad \mu =p+1,\dots ,n}
ya que estas formas generan la subvariedad φ(M) (en el sentido del teorema de integración de Frobenius).
El primer conjunto de ecuaciones de estructura ahora se convierte en:
{\displaystyle \left.{\begin{array}{l}\mathrm {d} \theta ^{a}=-\sum _{b=1}^{p}\theta _{b}^{a}\wedge \theta ^{b}\\\\0=\mathrm {d} \theta ^{\mu }=-\sum _{b=1}^{p}\theta _{b}^{\mu }\wedge \theta ^{b}\end{array}}\right\}\,\,\,(1)}
De estos, el último implica por el lema de Cartan que
{\displaystyle \theta _{b}^{\mu }=s_{ab}^{\mu }\theta ^{a}}
donde sμab es simétrica en a y b (las segundas formas fundamentales de φ(M)). Por lo tanto, las ecuaciones (1) son las fórmulas de Gauss (véaseecuaciones de Gauss-Codazzi). En particular, θba es la forma de conexión de la conexión de Levi-Civita en M.
Las segundas ecuaciones de estructura también se dividen en las siguientes expresiones:
{\displaystyle \left.{\begin{array}{l}\mathrm {d} \theta _{b}^{a}+\sum _{c=1}^{p}\theta _{c}^{a}\wedge \theta _{b}^{c}=\Omega _{b}^{a}=-\sum _{\mu =p+1}^{n}\theta _{\mu }^{a}\wedge \theta _{b}^{\mu }\\\\\mathrm {d} \theta _{b}^{\gamma }=-\sum _{c=1}^{p}\theta _{c}^{\gamma }\wedge \theta _{b}^{c}-\sum _{\mu =p+1}^{n}\theta _{\mu }^{\gamma }\wedge \theta _{b}^{\mu }\\\\\mathrm {d} \theta _{\mu }^{\gamma }=-\sum _{c=1}^{p}\theta _{c}^{\gamma }\wedge \theta _{\mu }^{c}-\sum _{\delta =p+1}^{n}\theta _{\delta }^{\gamma }\wedge \theta _{\mu }^{\delta }\end{array}}\right\}\,\,\,(2)}
La primera ecuación es la ecuación de Gauss que expresa la forma de curvatura Ω de M en términos de la segunda forma fundamental. La segunda es la ecuación de Codazzi-Mainardi que expresa las derivadas covariantes de la segunda forma fundamental en términos de la conexión normal. La tercera es la ecuación de Ricci.